# Oceaniopteris
Oceaniopteris, rod paprati iz porodice rebračevki (Blechnaceae) kojemu pripada 8 vrsta iz  Malezije, zapadnog Pacifika i Australije. Opisan je 2016.

## Vrste
1. Oceaniopteris cartilaginea (Sw.) Gasper & Salino
2. Oceaniopteris ciliata (T.Moore) Gasper & Salino
3. Oceaniopteris egregia (Copel.) Gasper & Salino
4. Oceaniopteris francii (Rosenst.) Gasper & Salino
5. Oceaniopteris gibba (Labill.) Gasper & Salino
6. Oceaniopteris obtusata (Labill.) Gasper & Salino
7. Oceaniopteris vittata (Brack.) Gasper & Salino
8. Oceaniopteris whelanii (F.M.Bailey) Gasper & Salino